# Lagari Hasan Çelebi
Lagari Hasan Çelebi foi um lendário aviador otomano que, de acordo com um relato escrito por Evliya Çelebi, fez um voo de foguete tripulado bem sucedido.

## Relato
Evliya Çelebi relatou que em 1633 Lagari Hasan Çelebi foi lançado em um foguete de 7 asas usando 50 okka (64kgs) de pólvora de Cabo do Serralho, o ponto abaixo do Palácio de Topkapı em Istambul. O voo foi dito para ser realizado no momento do nascimento da filha de Murade IV. Como Evliya Çelebi escreveu, Lagari proclamou antes de lançar "Oh, meu sultão! Abençoado seja, eu irei falar com Jesus"; depois de subir com o foguete, ele pousou no mar, e nadando até terra firme ele relatou: "Oh, meu sultão! Jesus mandou lembranças a você!"; ele foi recompensado pelo sultão com prata e com a categoria Sipahi no exército Otomano.
Evliya Çelebi também escreveu do irmão de Lagari, Hezârfen Ahmed Çelebi, fazendo um voo de planador um ano antes.

## Cultura popular
Istambul Abaixo de Minhas Asas é um filme sobre as vidas de Hezârfen Ahmed Çelebi, seu irmão Lagari Hasan Çelebi, e a sociedade Otomana no início do século XVII como testemunhado e narrado por Evliya Çelebi.
A lenda foi endereçada ao programa de televisão MythBusters, em 11 de Novembro de 2009, no episódio "Crash and Burn". O foguete construído para o programa de TV aderiu rigorosamente ao da descrição de Evliya Çelebi. O mito foi detonado, pois mostraram evidências de que era impossível realizar esse feito.